# Scheibenberg
Scheibenberg ist eine kleine Bergstadt im Erzgebirgskreis in Sachsen mit rund 2100 Einwohnern.

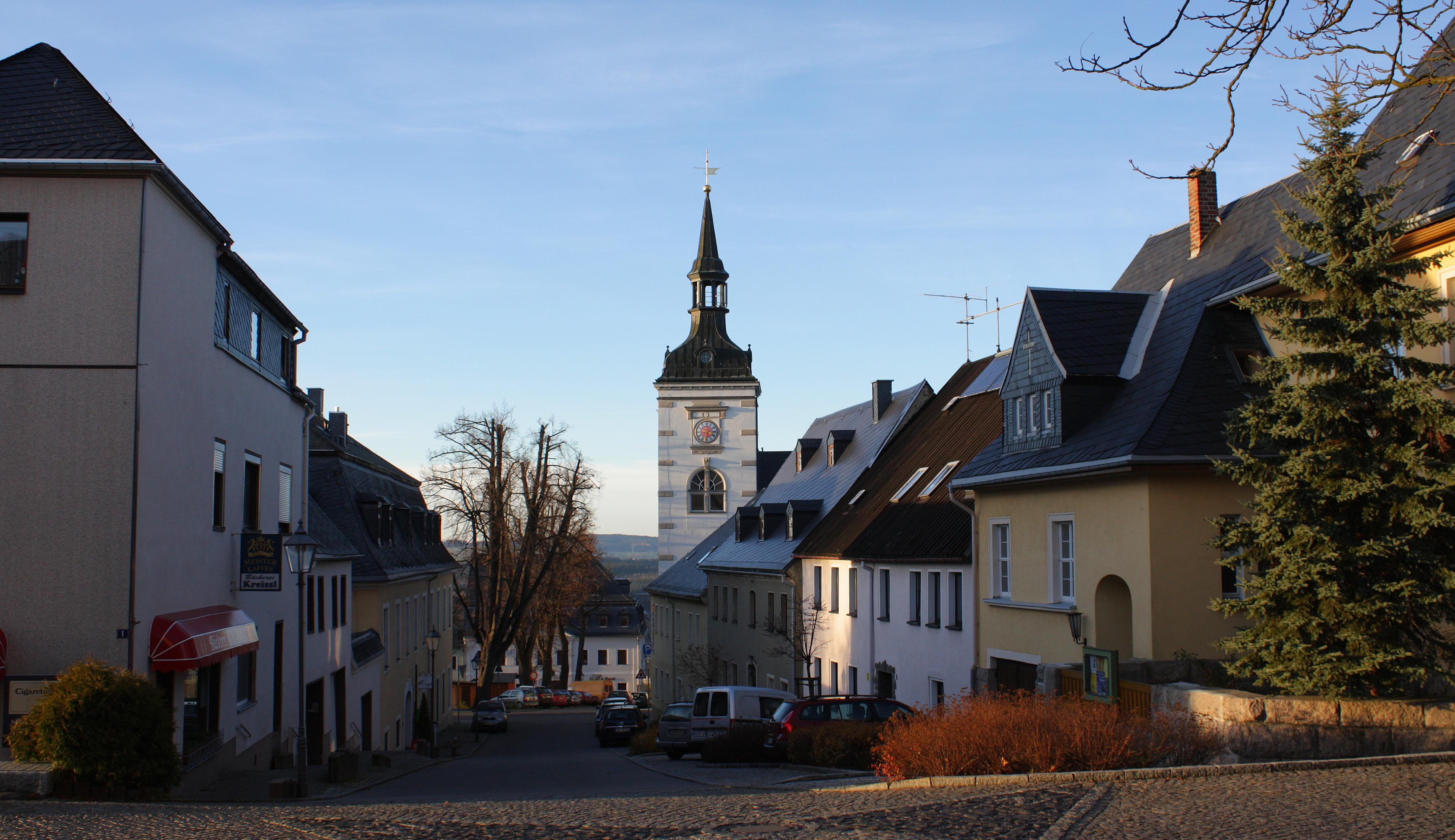
Blick durch die Kirchgasse in Richtung Markt; im Hintergrund links das ehemalige Handelshaus des Kaufmanns Christian Ernst Coith, schräg gegenüber das Rathaus mit hohem Eckturm, im Vordergrund rechts das Pfarrhaus

## Geographie

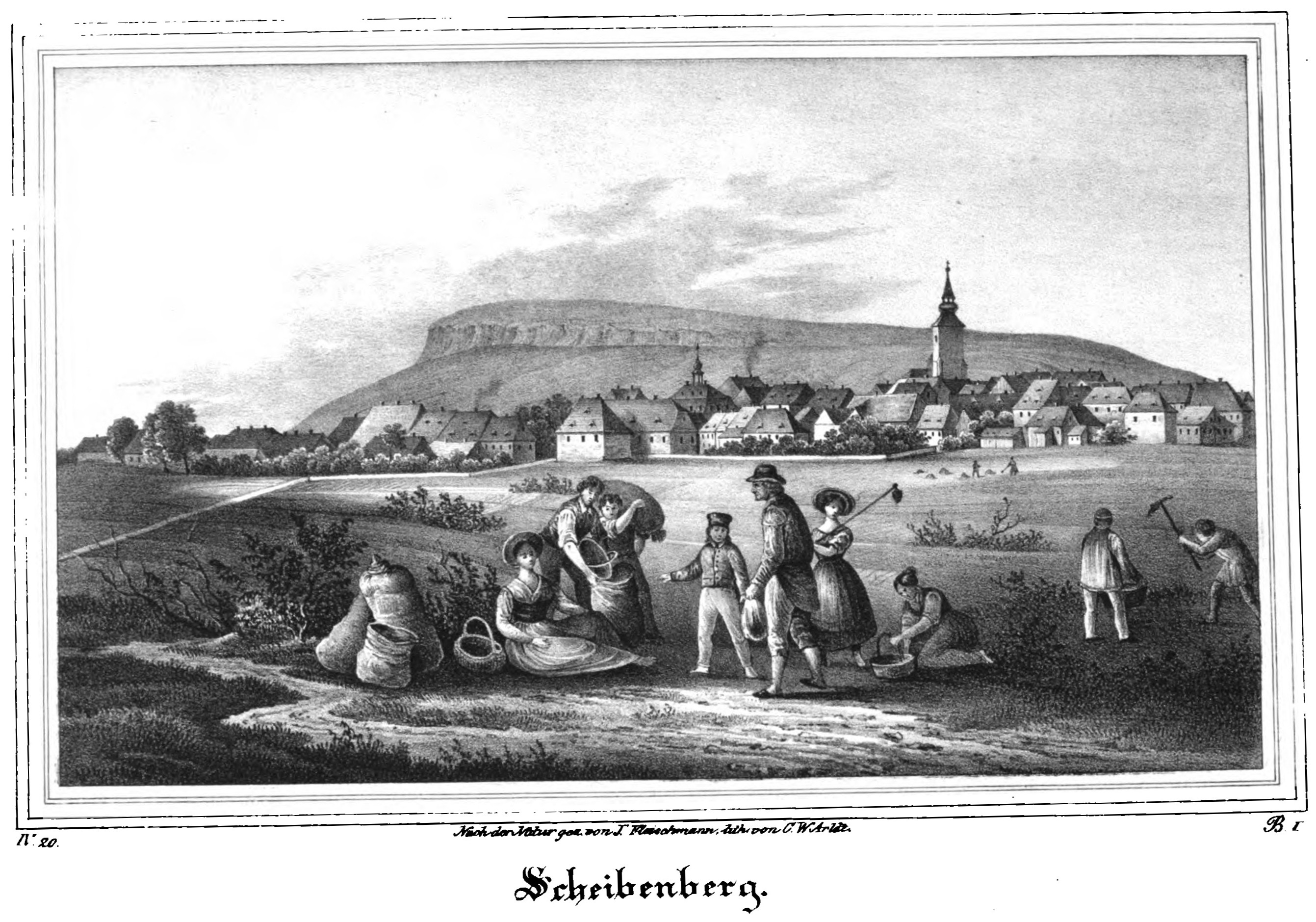
Stadtansicht von 1839

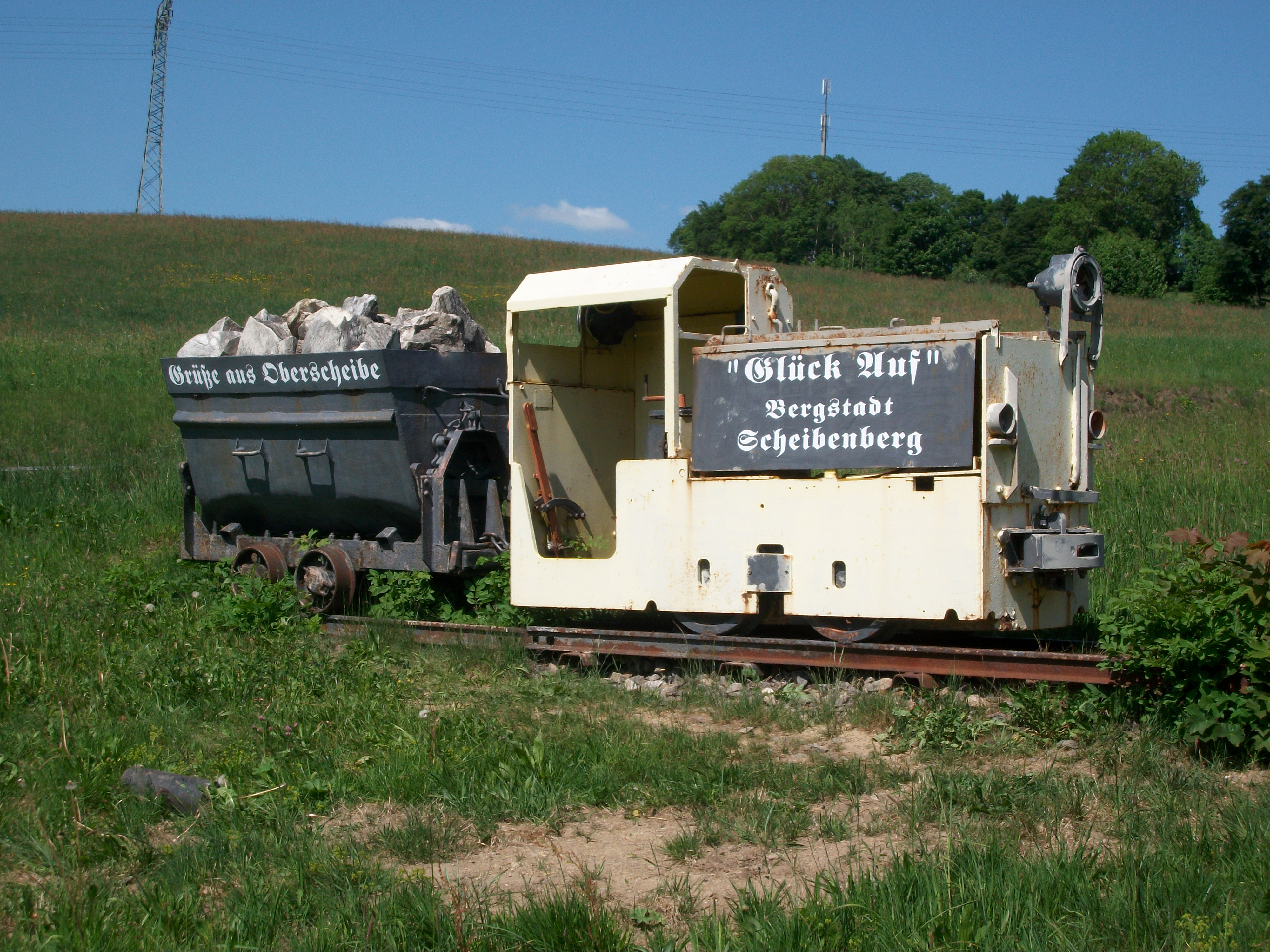
Scheibenberg-Oberscheibe, Erinnerung an den Bergbau

Die Stadt liegt nordwestlich des gleichnamigen Berges auf einer Höhe von rund 600 bis 670 m Höhe. Höchster Punkt ist der Scheibenberg mit 807 m.
Nördlich von Scheibenberg liegt Elterlein, östlich Schlettau und im Süden Crottendorf. Im Westen grenzt die Stadt an Raschau-Markersbach.
Zur Stadt Scheibenberg gehören die Ortsteile Oberscheibe und Brünlasgüter .

## Geschichte

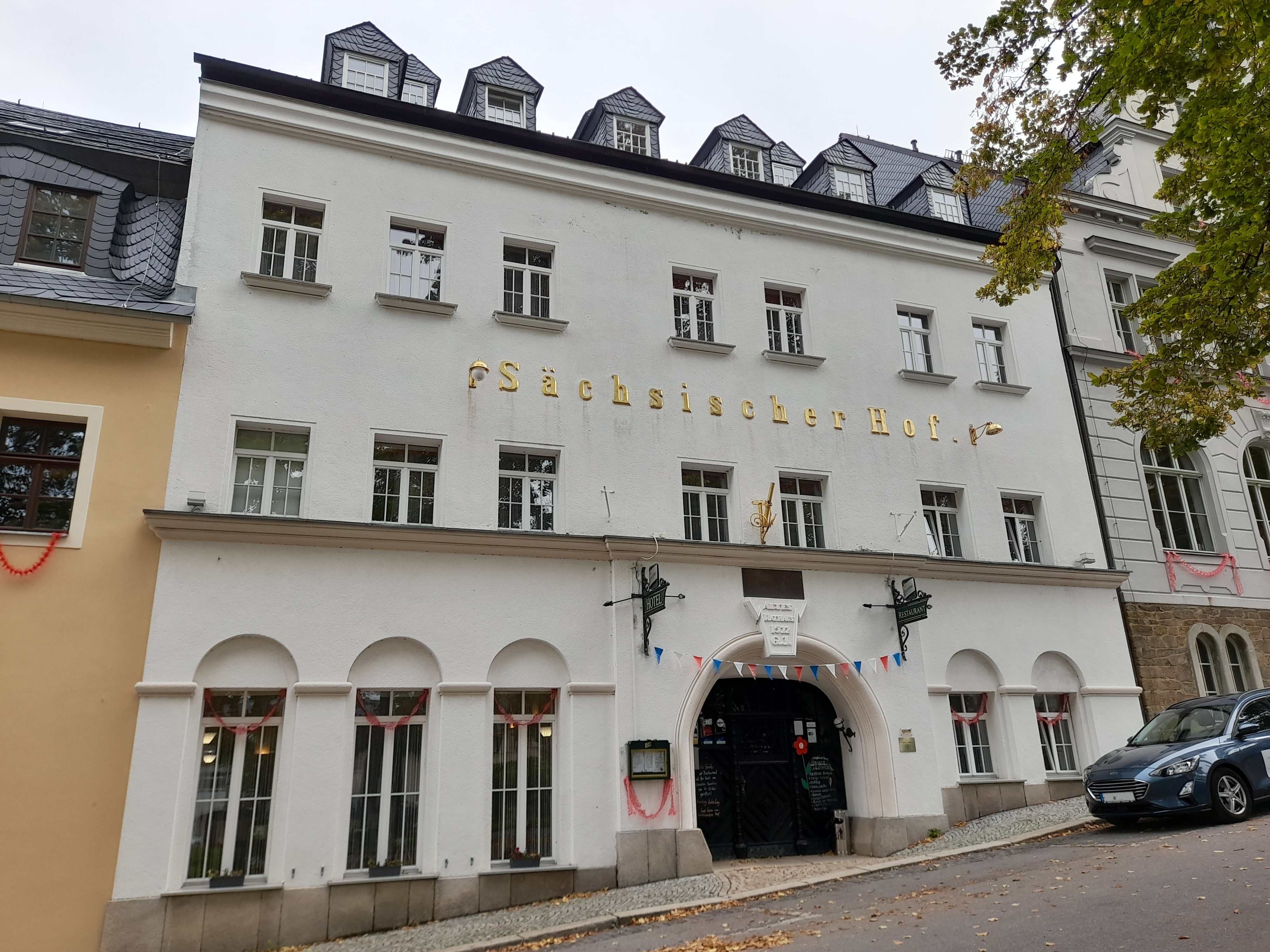
Hotel Sächsischer Hof (Scheibenberg), erstes Rathaus der Stadt

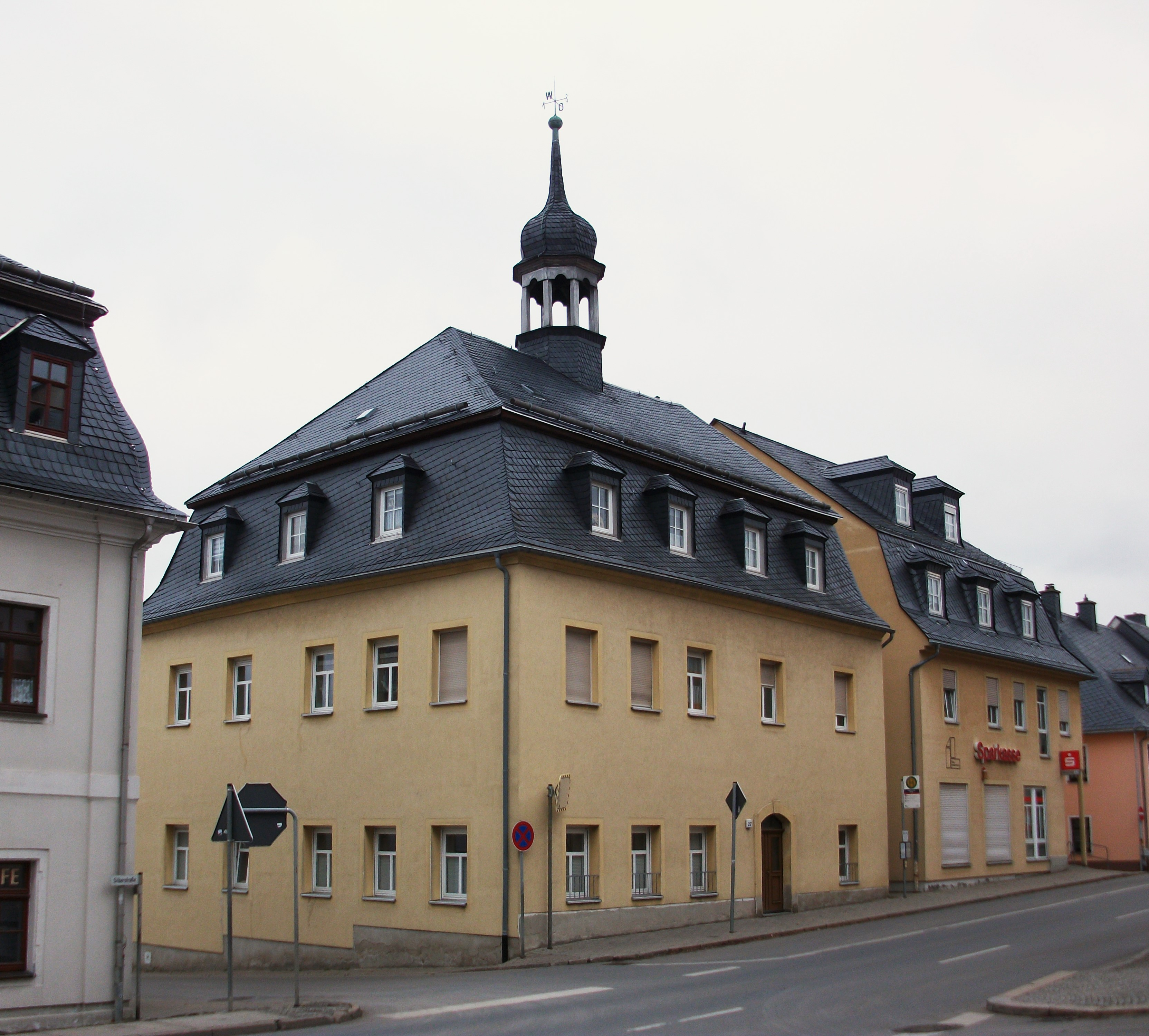
Silberstraße 27 (Scheibenberg), zweites Rathaus der Stadt

Nach den ersten Schürfarbeiten am Scheibenberg kündigte am 4. Mai 1522 der Bergmeister Michael Zechendorfer im Auftrag der Grundherren Wolf und Ernst von Schönburg die Verleihung von Hofstätten für Bergbauwillige an, die am 19. Mai erfolgte. Am 20. Mai 1522 gewährte der albertinische Landesherr Herzog Georg auf Bitten von Ernst von Schönburg der Scheibenberger Knappschaft erste Vergünstigungen. Gleichzeitig bestimmte er, dass die Annaberger Bergordnung in Scheibenberg in Anwendung gebracht werden sollte und dass er nicht auf den Zehnten verzichtete. In den nächsten Jahren erfolgte der Aufbau der Stadt mit Rathaus, Kirche und Brauhaus. Bei einem Brand 1529 wurden große Teile des Ortes zerstört. Die Reformation wurde 1539 eingeführt, wovon eine Inschrift auf der Rückseite des Scheibenberger Altars kündet. Anfang Mai 1559 gelangte Scheibenberg mit dem gesamten oberwäldischen Teil der Grafschaft Hartenstein in den Besitz des Kurfürstentums Sachsen und wurde dem Amt Crottendorf unterstellt. Ende des 16. Jahrhunderts kam es zum allmählichen Erliegen des Bergbaues. Die Stadt besaß zwischen 1530 und 1767 ein eigenes Bergamt, welches danach bis 1847 als Unterbergamt des Bergamts Annaberg existierte. 1632 versuchten auch Scheibenberger Bürger den Wiesenthaler Pass gegen den Einmarsch des Feldherrn Heinrich von Holk zu verteidigen. Während des gesamten Dreißigjährigen Krieges hatte Scheibenberg unter Plünderungen und Überfällen zu leiden, wovon Pfarrer Christian Lehmann in seiner Kriegschronik eindrücklich berichtet.
Mit der Fertigstellung der Straße Annaberg–Schwarzenberg 1824 werden die Verkehrsverhältnisse verbessert. Zwischen 1856 und 1874 war Scheibenberg Sitz des Gerichtsamts Scheibenberg. 1861 wurde die Sparkasse gegründet, ein Jahr später die Freiwillige Feuerwehr Scheibenberg. Ab 1884 begann der Aufbau einer zentralen Wasserversorgung. Mit der Einweihung der Bahnstrecke Buchholz–Schwarzenberg (Erzgeb) am 1. Dezember 1889 erhielt Scheibenberg Bahnanschluss und die bisher verkehrende Fahrpost wurde eingestellt. Auf dem Scheibenberg wurde 1892 ein Berggasthof errichtet. 1897 wurde ein Stadtkrankenhaus eröffnet, am 1. Mai 1899 die Bahnstrecke nach Zwönitz. 1911 wurde der Ort an die Elektrizitätsversorgung angeschlossen. 1914 begann man mit dem Abbau von Basalt. Um den Berg zu erhalten, wurde der Basaltabbau 1928 wieder eingestellt. 1971 musste der baufällige Aussichtsturm gesprengt werden. 1994 wurde ein neuer Turm eingeweiht.

### Eingemeindungen
- 1. Januar 1994: Oberscheibe

### Einwohnerentwicklung
Am 3. Oktober 1990 zählte Scheibenberg 2.476 Einwohner. Folgende Einwohnerzahlen beziehen sich auf den 31. Dezember des voranstehenden Jahres:  Quelle: Statistisches Landesamt des Freistaates Sachsen
| 1993 bis 1997 - 1993: 2.372 - 1994: 2.409 - 1995: 2.443 - 1996: 2.411 - 1997: 2.476 | 1998 bis 2002 - 1998: 2.510 - 1999: 2.494 - 2000: 2.449 - 2001: 2.431 - 2002: 2.440 | 2003 bis 2007 - 2003: 2.399 - 2004: 2.391 - 2005: 2.372 - 2006: 2.347 - 2007: 2.318 | ab 2009 - 2009: 2.256 - 2012: 2.203 - 2013: 2.177 |

## Politik
- FWBF: 5
- FORUM S: 4
- CDU: 1
- Wir f S: 2

### Stadtrat
Seit der Stadtratswahl am 9. Juni 2024 sind die 12 Sitze des Stadtrates wie folgt verteilt:
- Freie Wähler Bürgerforum e. V. (FWBF): 5 Sitze
- FORUM Scheibenberg / Oberscheibe e. V.: 4 Sitze
- Wir für Scheibenberg und Oberscheibe (WIR): 2 Sitze
- CDU: 1 Sitz

| Liste                                | 2024   | 2024   | 2019   | 2019   | 2014   | 2014   |
| Liste                                | Sitze  | in %   | Sitze  | in %   | Sitze  | in %   |
| ------------------------------------ | ------ | ------ | ------ | ------ | ------ | ------ |
| Freie Wähler Bürgerforum e. V.       | 5      | 37,4   | 7      | 52,6   | 7      | 55,0   |
| FORUM                                | 4      | 35,7   | –      | –      | –      | –      |
| Wir für Scheibenberg und Oberscheibe | 2      | 17,0   | 3      | 27,4   | 2      | 20,3   |
| CDU                                  | 1      | 9,9    | 2      | 19,9   | 3      | 24,7   |
| Wahlbeteiligung                      | 78,9 % | 78,9 % | 72,6 % | 72,6 % | 64,1 % | 64,1 % |

### Bürgermeister
Vorsitzender des Stadtrates ist der Bürgermeister, seit 1. August 2015 Michael Staib (parteilos, Bürgerforum).
| Wahl | Bürgermeister     | Vorschlag      | Wahlergebnis (in %) |
| ---- | ----------------- | -------------- | ------------------- |
| 2022 | Michael Staib     | FW Bürgerforum | 57,3                |
| 2015 | Michael Staib     | FW Bürgerforum | 92,9                |
| 2008 | Wolfgang Andersky | FW Bürgerforum | 79,1                |
| 2001 | Wolfgang Andersky | FW Bürgerforum | 97,8                |
| 1994 | Wolfgang Andersky | FW Bürgerforum | 98,2                |

### Wappen

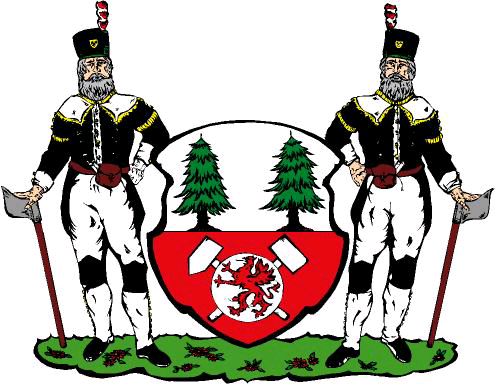
Großes Wappen der Stadt Scheibenberg

Das Wappen basiert auf dem großen Ratssiegel, das die Stadt mit dem Stadtrecht 1530 erhielt. Blasonierung: Geteilt von Silber über Rot, oben zwei natürliche Fichten, unten schräggekreuzt silberne Schlegel und Eisen, belegt mit einer silbernen Scheibe, darin ein aufgerichteter roter Greif.
Die Stadt führt außerdem ein großes Wappen mit zwei Bergknappen als Schildhalter.

### Städtepartnerschaften
- Gemeinde Gundelfingen im Breisgau (Baden-Württemberg)
- Gemeinde Huisseau-sur-Mauves in Zentralfrankreich
- Kleinstadt Schlettau im Erzgebirge (Sachsen)
- Gemeinde Simmelsdorf (Nordbayern)

## Kultur und Sehenswürdigkeiten
- siehe auch: Liste der Kulturdenkmale in Scheibenberg

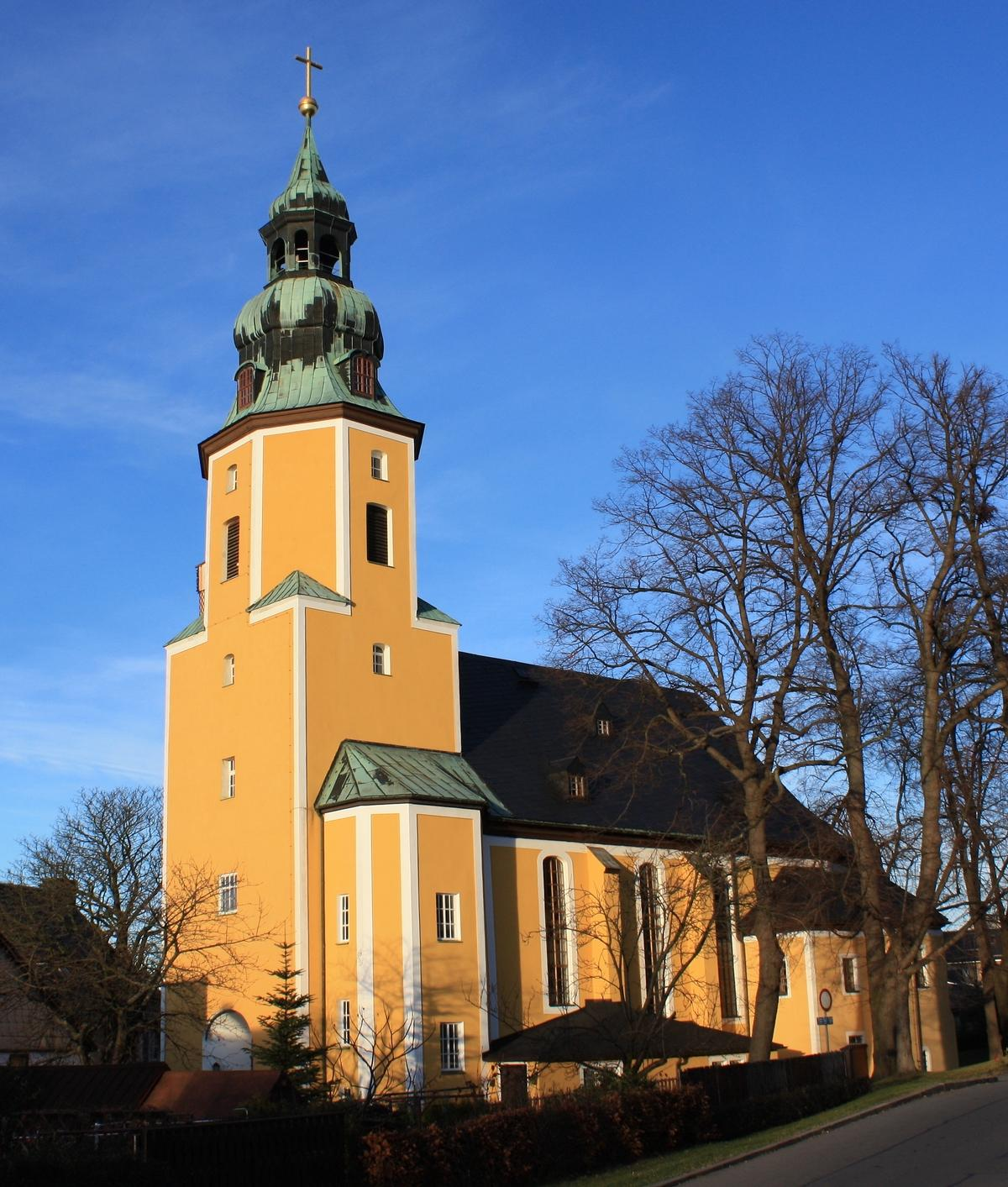
Johanniskirche

### Bauwerke
- Evangelisch-lutherische Kirche St. Johannis, Bau begonnen 1559, äußerlich barockes Erscheinungsbild mit wesentlich älteren Elementen; einer der schönsten Innenräume im Erzgebirge, spätgotischer Flügelaltar und Kruzifix, barocke Kanzel, zahlreiche Logen, Schwebengel, doppelte Emporen, Grabmal für Pfarrer Christian Lehmann
- Rathaus
- Regelmäßige Stadtanlage
- Barocke Bürgerhäuser
- Heimatmuseum am Markt

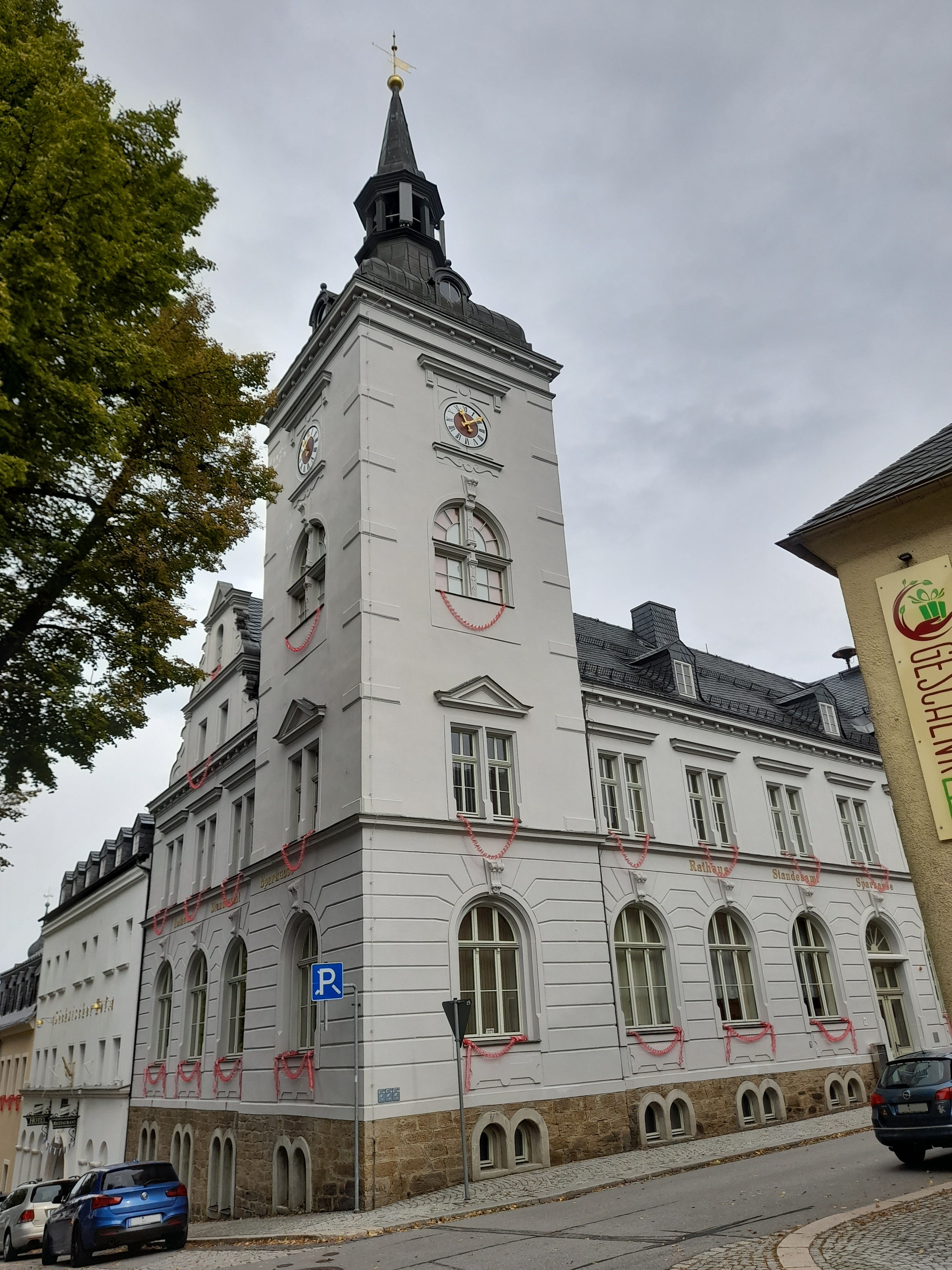
Rathaus Scheibenberg zum Stadtjubiläum 500 Jahre Scheibenberg (2022)
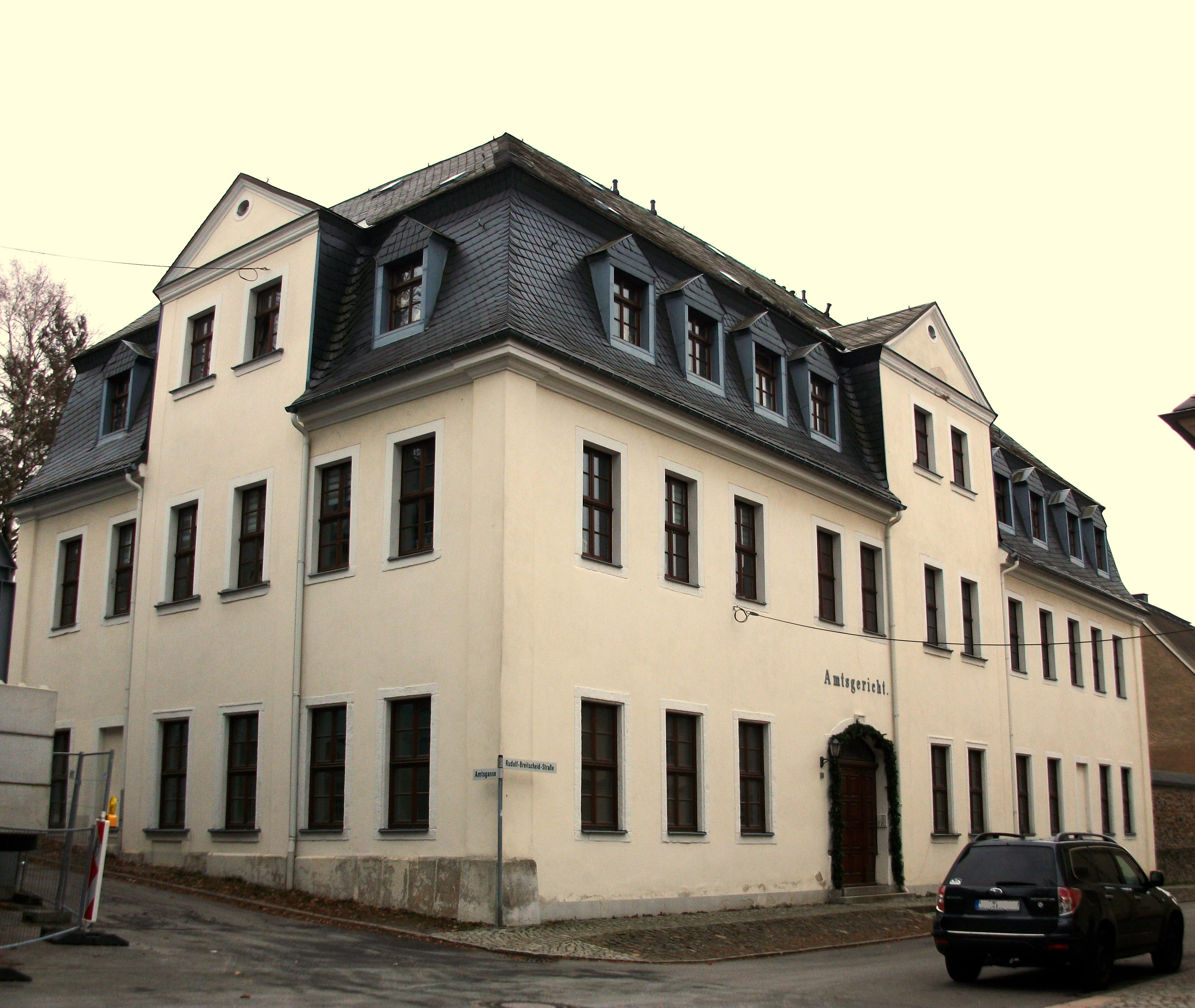
Ehemaliges Amtsgericht Scheibenberg
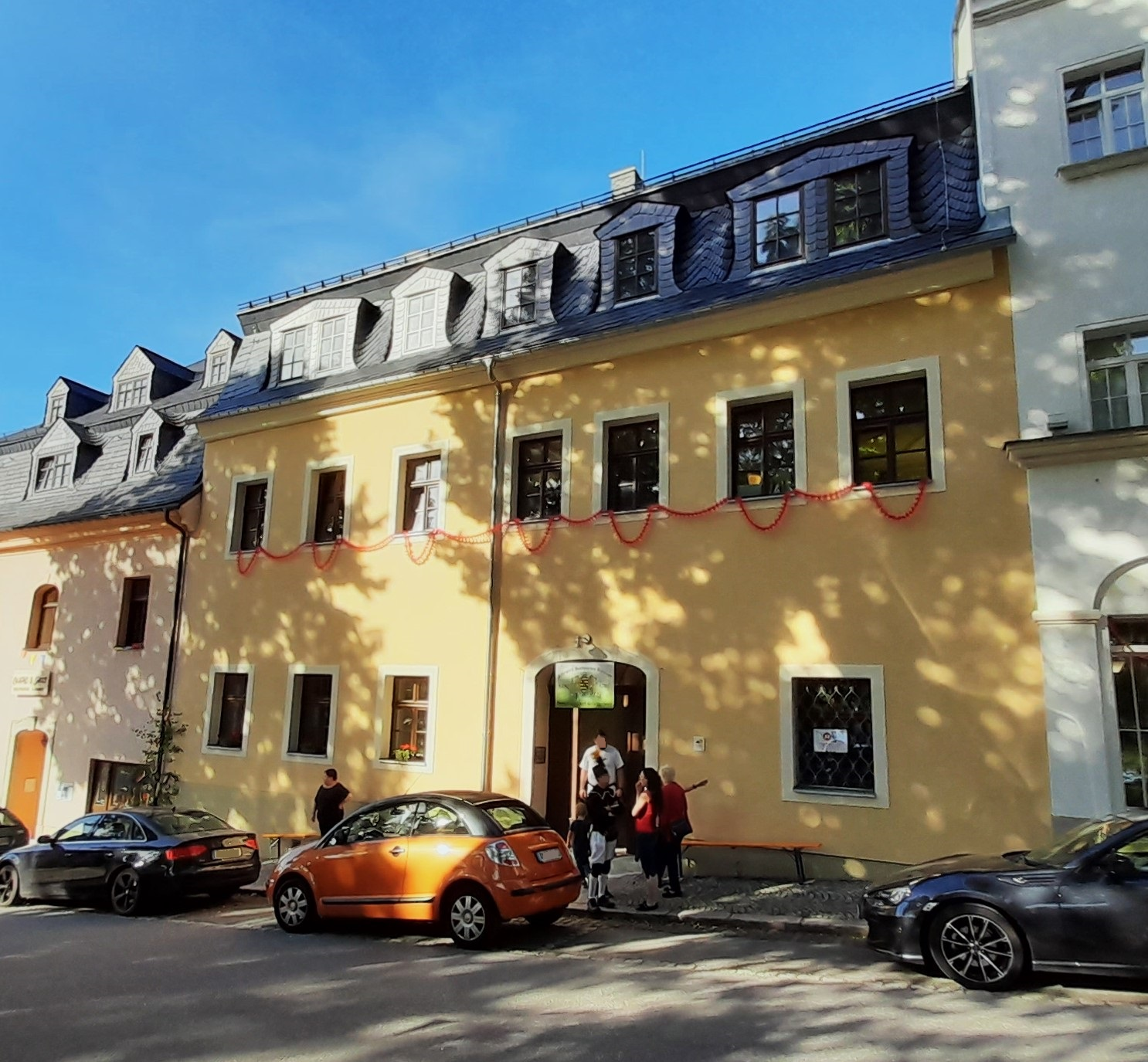
Ehemaliges Bergamt Scheibenberg
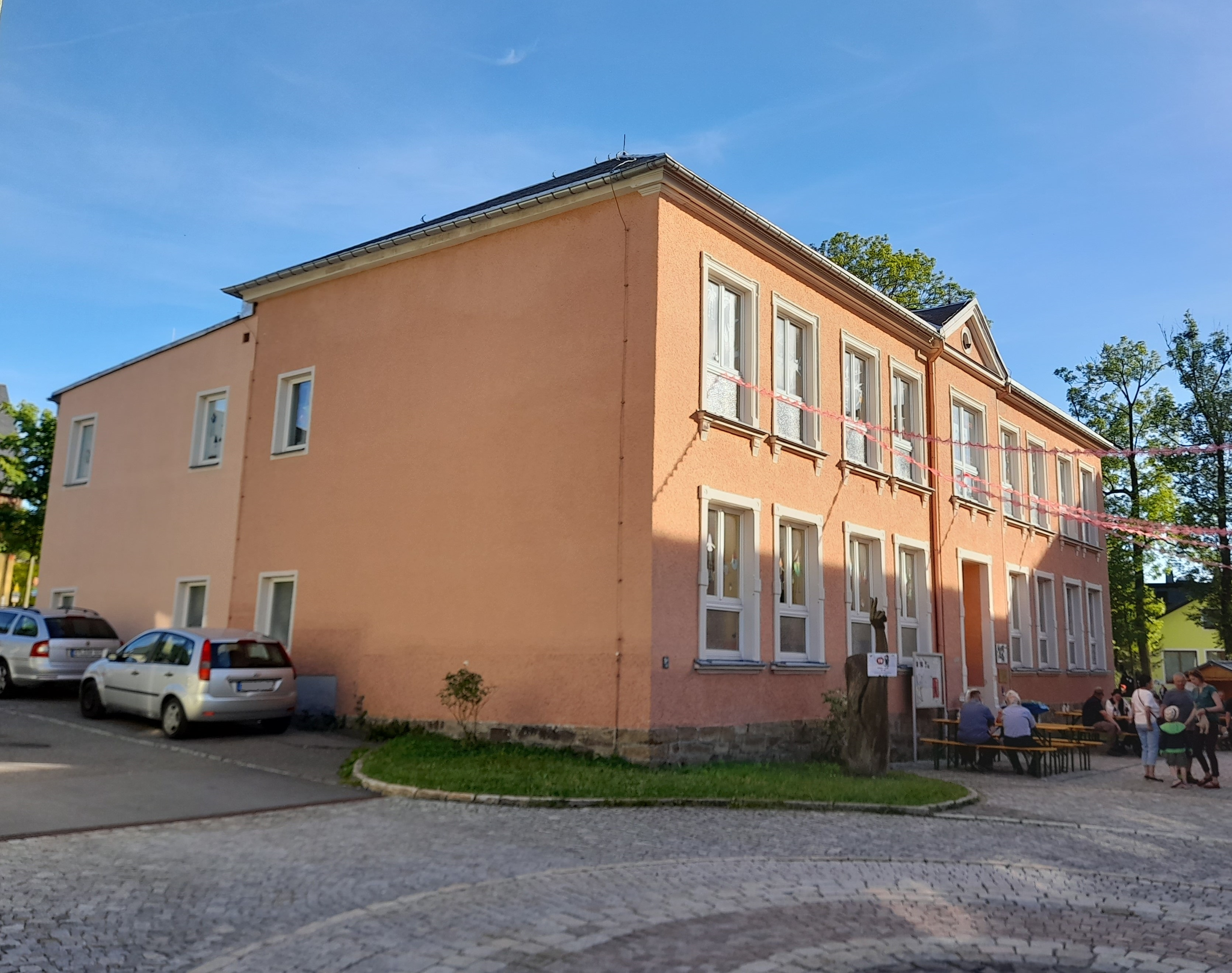
Christian-Lehmann-Grundschule Scheibenberg
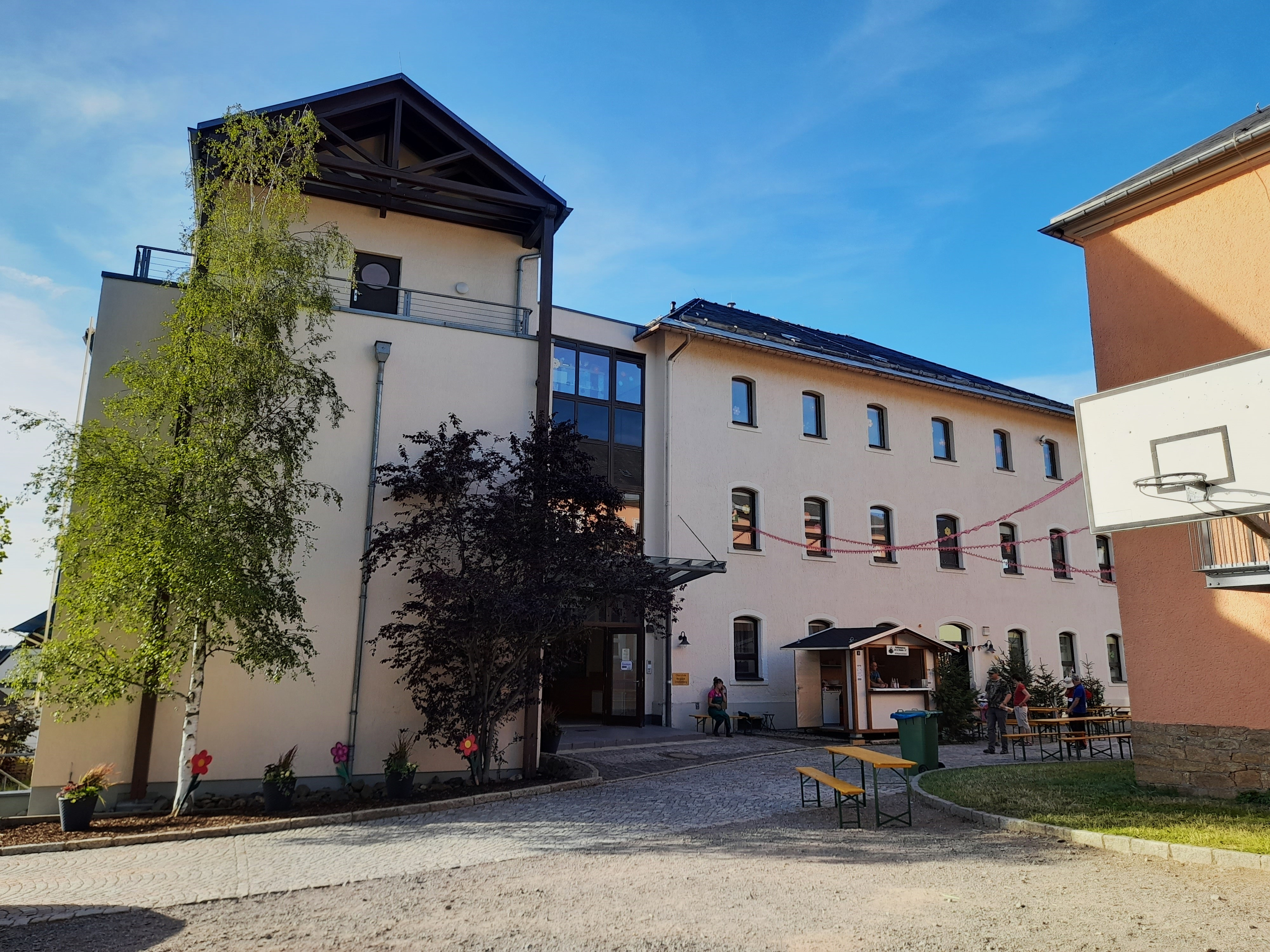
Christian-Lehmann-Oberschule Scheibenberg

### Naturdenkmäler
- Bekannt sind die Basaltsäulen (Orgelpfeifen) am gleichnamigen Berg Scheibenberg

### Gedenkstätten
- Ein Denkmal im Stadtpark erinnert an die Opfer der Kriege.

## Wirtschaft und Infrastruktur

### Unternehmen
- Privatbrauerei Christian Fiedler im Ortsteil Oberscheibe

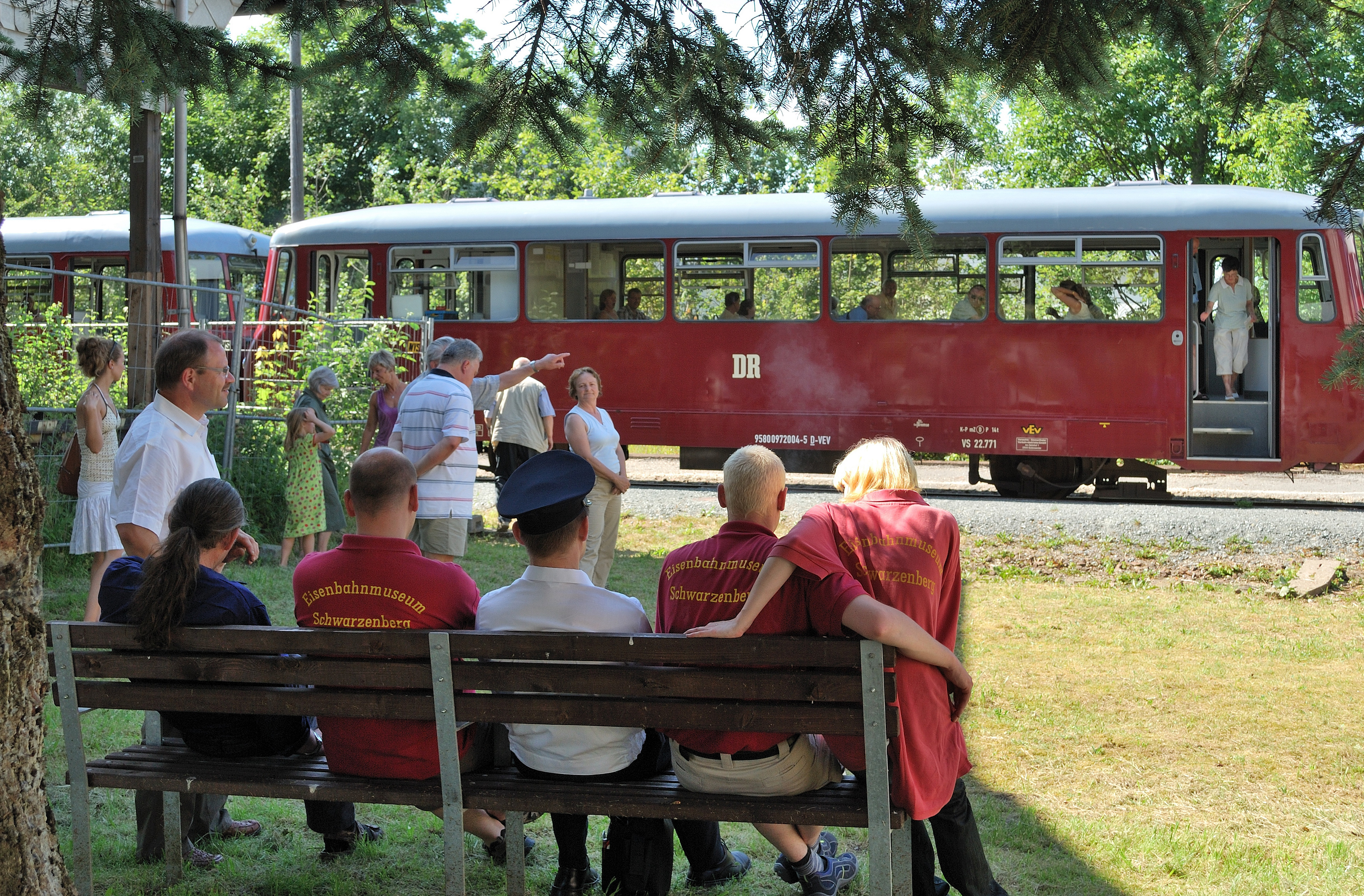
Halt der Erzgebirgischen Aussichtsbahn im Bahnhof Scheibenberg

### Verkehr
Aufgrund der Lage der Stadt an einem alten Handelsweg nach Böhmen über den Wiesenthaler oder den Preßnitzer Pass war schon immer ein hohes Verkehrsaufkommen zu verzeichnen. Der Ort wurde in der Vergangenheit durch diese strategische Lage häufig Opfer von Plünderungen und Überfällen durch durchziehende Heere. Heute führt durch Scheibenberg die Bundesstraße 101 von Annaberg-Buchholz nach Aue.
Seit 1889 ist die Stadt mit dem Bahnhof Scheibenberg an die Bahnstrecke Annaberg-Buchholz Süd – Schwarzenberg angeschlossen. Der Personenverkehr ist jedoch seit 1997 eingestellt. Ab und an wird die Strecke für touristische Bahnfahrten genutzt. Die Bahnstrecke nach Zwönitz wurde bereits 1966 endgültig eingestellt und aufgelassen.